# Sluis 11 (Kanaal Bossuit-Kortrijk)
Sluis 11 op het kanaal Bossuit-Kortrijk is een historische herkenningspunt in Kortrijk. Het oude kanaal is een getuige van het industriële verleden en transport in Kortrijk van 19de eeuw naar het begin van de 20e eeuw. De sluis en het bijbehorend sluiswachtershuisje zijn sinds 2005 beschermd als monument. Het is de laatste van de sluizen op het kanaal, hierna mondt het kanaal uit in de Leie.
De sluis voldoet niet meer aan de hedendaagse normen van de binnenscheepvaart. Een verbreding langs dit deel van het kanaal langs zal waarschijnlijk niet uitgevoerd worden.
Voetgangers die de Leie verder wil vervolgen van de Abdijkaai of Burgemeester Vercruysselaan steken sluis 11 over via de voetgangersbrug.